# Sam Bass
Samuel Bass (Mitchell, Indiana, 21 de julho de 1851 – Round Rock, Texas, 21 de julho de 1878) foi um bandido do oeste estadunidense do século XIX envolvido em roubos a trens e diligências, tipos de carruagens usadas na época para o transporte de pessoas e cargas. Sua imagem chegou a ser exibida no museu de cera de Madame Tussauds. 

## Infância e juventude
Sam Bass perdeu os seus pais com 13 anos de idade. Como órfão, conviveu com um tio por cinco anos, porém abandonou seu lar e foi viver na localidade de Rosedale (Mississippi), onde aprendeu a usar pistolas e jogar cartas. No ano seguinte partiu para o Texas para empregar-se como cowboy ou peão, porém não trabalhou por muito tempo, pois se dirigiu a Denton, onde trabalhou para o xerife William F. Egan em vários ofícios, entre eles o de laçador e capturador de reses extraviadas, trabalho que lhe foi útil para conhecer o território texano. 
Por essa época, o jovem Sam era conhecido como um bom trabalhador. Em 1874, comprou uma égua com a qual participou de diversas corridas, obtendo êxito no norte do estado, o que lhe motivou a deixar seu trabalho em Denton. O que ganhava nas apostas, entretanto, gastava nos saloons da zona. Em 1876 reuniu o gado de diversos proprietários para guiá-los junto de seu amigo Joel Collins até Dodge City, cidade perigosa na época, porém ambos decidiram irem mais ao norte onde o preço do gado era melhor. Com 8 mil dólares no bolso, em vez de retornar ao Texas para pagar aos donos do gado, gastaram o dinheiro nas localidades de Ogllalla em Nebraska e Deadwood (outra cidade conhecida pelos tiroteios), na Dakota do Sul.

## Primeiros assaltos
Em 1877, ambos tentaram abrir uma empresa de transporte de carga, sem êxito. Depois deste fracasso, decidiram envolver-se com o crime e uniram-se a outros dois bandidos para o assalto de diligências. Os criminosos decidiram se chamar de The Black Hills Bandits e seu primeiro ataque teve como resultado a morte de um condutor de diligência. No total, realizaram sete roubos. 
Em setembro, na busca de um alvo mais valioso, assaltaram um trem em Nebraska, que continha mais de 60 mil dólares em moedas de ouro, e outros 1.300 dólares em relógios do mesmo material tomados dos passageiros - uma grande fortuna para a época. As autoridades policiais estavam no encalço do bando - entre eles o sheriff Bat Masterson - porém não obtiveram sucesso. O bando, composto de seis delinquentes, se separou em pares dividindo-se o produto do roubo. Porém, semanas depois, Collins e outro comparsa foram abatidos e um outro foi capturado. Os demais, incluindo Bass, conseguiram escapar.

## Novo Bando
Com o dinheiro em suas mãos, Sam regressou a Denton. Sobre as perguntas acerca de sua súbita riqueza, ele dizia ter conseguido a sorte grande com a mineração. Com o tempo, o bandoleiro formou uma nova gangue, chamada de "Sam Bass Gang", junto com outros sujeitos. Nesse tempo, estima-se que Bass manejasse uns 10 mil dólares, porém existe a especulação sobre o gasto do dinheiro em tão pouco tempo (uns quatro meses entre a chegada à localidade e a formação de seu bando). Supõe-se que pode ter escondido em algum lugar e que é pouco provável que conseguisse ter gasto tudo, por isso tende-se a afirmar que as atividades ilegais de Bass eram mais por diversão do que por lucro.
Com seu bando realizou mais ataques de diligências, e, em 1878, assaltaram quatro trens nas cercanias de Dallas. Ainda que os delitos não eram especialmente exitosos, haviam chamado a atenção do público. Os Rangers do Texas se organizaram para a captura, do que era conhecida popularmente como Bass War, que daria certo prestígio para a organização policial. Nas múltiplas perseguições pelo estado, os polícias prenderam muitas pessoas como suspeitosas. Em uma delas caiu um dos cúmplices de Bass, de nome Jim Murphy, que se interessou na recompensa pela captura do bando. Murphy se reintegrou ao bando como um informante dos movimentos de Bass para as autoridades.

## Morte em Round Rock
Antes que a Sam Bass gang empreendesse o roubo a um banco na localidade de Round Rock, Murphy conseguiu informar as autoridades sobre os planos do bando. Bass e seus homens chegaram na cidade em uma segunda-feira, porém Murphy persuadiu aos ladrões de cometer o ataque no sábado, para dar tempo aos Rangers chegarem à localidade. Ao final, se decidiu que o assalto seria na sexta-feira.
Os policiais locais estavam se informando de todos os movimentos dos bandidos. Um deles notou que Bass levava armas — algo proibido na cidade — e se aproximou para perguntar-lhe sobre o assunto. Bass respondeu com uma saraivada de balas que matou na hora o representante da autoridade. Os disparos despertaram outros policiais e um deles feriu Bass na mão. O criminoso, então, respondeu ao ataque atravessando-lhe o peito com um só disparo, ocasionando o começo da perseguição. Nesse momento, um Ranger de apelido Ware se encontrava na barbearia e saiu dela de improviso, ainda com espuma no rosto. No meio do tiroteio, Bass recebeu uma ferida mortal.
É objeto de disputa o mérito de quem matou Bass, apesar de o bandido ter assegurado no interrogatório que se seguiu, enquanto ainda podia falar, que alguém com espuma no rosto foi quem o feriu, o que só poderia significar ter sido Ware. Pelo contrário, este negou o feito, indicando que teria sido um Ranger de nome Harold. Ninguém queria assumir ter matado o bandido, pois havia o temor de represálias posteriores de algum comparsa de Bass.
Enquanto ocorria o tiroteio, outro membro do bando, Frank Jackson, ajudou a manter à distância os perseguidores enquanto Bass fugia e outro companheiro era abatido. Uma versão assegura que Bass caiu ao solo depois de receber a ferida mortal e que Frank o içou à sela de seu cavalo para escapar. Momentos depois, Sam ordenou a Jackson que escapasse com sua parte do botim e que o deixasse no meio do capim. Uma equipe de busca o encontrou enquanto ainda estava no solo. Ao ser descoberto, o delinquente começou a dizer: "Sou Sam Bass, que tem sido caçado por muito tempo". Ao ser interrogado momentos depois pelo paradeiro dos outros cúmplices, negou-se a dar informação. Bass morreu em 21 de julho, precisamente no dia de seu 27º aniversário.

## Tumba de Sam Bass em Round Rock, Texas.

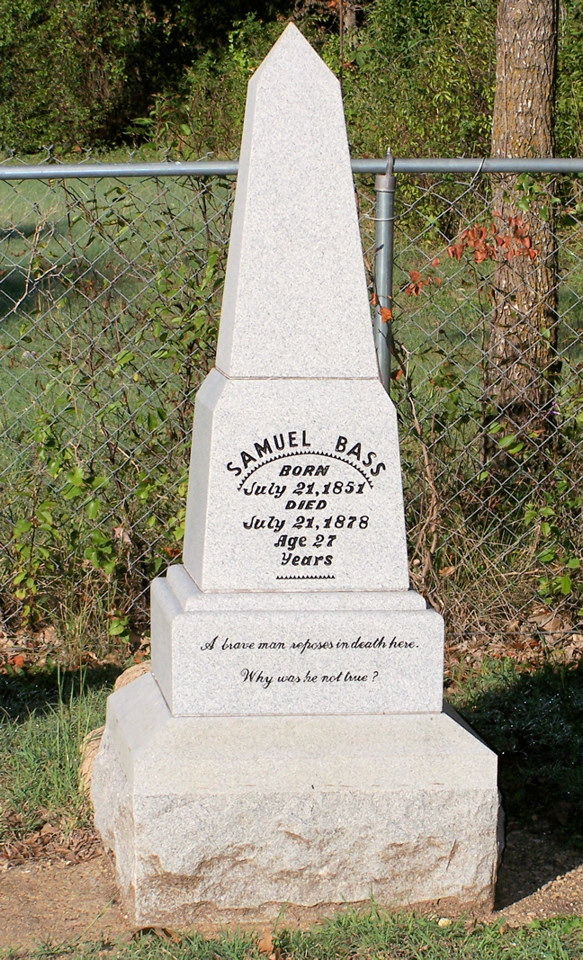
Tumba de Sam Bass em Round Rock, Texas.

Seu corpo foi transladado a Austin para dar fé ante as autoridades do falecimento do malfeitor. Os Rangers conseguiram uma boa justificação de sua existência como organização autônoma encarregada de tarefas policiais. Entretanto, seu translado não foi possível porque não havia gelo para cobrir o cadáver e, por isso, foi enterrado em Round Rock. Depois da cerimônia, uma mulher que foi cozinheira de Bass na semana fatídica assegurou ter visto Frank Jackson aproximar-se da tumba de Bass, segundo ela: "Apeou do cavalo, esteve parado um momento, e com um olhar tristonho, jogou um pouco de terra sobre a tumba". Anos depois, a irmã do bandido mandou colocar uma lápide onde estava escrito: "Um valente homem repousa aqui. Não foi ele verdadeiramente sincero?".

## Cultura popular
A morte de Sam Bass fez surgir uma melodia em sua memória: "The Ballad of Sam Bass", cantada por cowboys em suas jornadas de gado; também foi exibida no fim do século no Museu Madame Tussauds uma figura do bandoleiro. Inclusive existe hoje em dia em Round Rock um dia festivo chamado "The Frontier Days Celebration", desde 1964, para rememorar os acontecimentos protagonizados pelo criminoso, além de recordar o tiroteio que acabou com sua vida. Mais de uma vez foi chamado de "bandido mais querido do Texas" ou o "Robin Hood das cavalgadas rápidas". A localidade de Rosston, no Texas, tem um dia de celebração dedicado a Bass, no terceiro sábado de julho de cada ano e, segundo o folclore local, essa cidade foi usada como seu esconderijo.